# Andrew Glacier
Andrew Glacier är en glaciär i Antarktis. Den ligger i Västantarktis. Argentina, Chile och Storbritannien gör anspråk på området. Andrew Glacier ligger 442 meter över havet.
Terrängen runt Andrew Glacier är kuperad norrut, men söderut är den bergig. Havet är nära Andrew Glacier åt nordost. Trakten är obefolkad. Det finns inga samhällen i närheten. 